# Serge Aurier
Serge Alain Stephane Aurier (* 24. prosince 1992 Ouragahio) je profesionální fotbalista z Pobřeží slonoviny, který hraje na pozici pravého obránce za turecký klub Galatasaray SK a za národní tým Pobřeží slonoviny, kde je kapitánem.

## Klubová kariéra
Hrál nejprve ve francouzském RC Lens, odkud v r. 2012 odešel do Toulouse FC. V roce 2015 se stal hráčem Paris Saint-Germain. S klubem nasbíral řadu domácích trofejí. V únoru 2016 se urážlivě vyjádřil na adresu některých spoluhráčů a trenéra Laurenta Blanca, načež byl vyřazen na necelý měsíc z kádru A-mužstva PSG.
Koncem srpna 2017 přestoupil z PSG do Anglie do klubu Tottenham Hotspur.

## Reprezentační kariéra
V A-mužstvu Pobřeží slonoviny debutoval v roce 2013.
Zúčastnil se Mistrovství světa 2014 v Brazílii, kde reprezentace Pobřeží slonoviny vypadla v základní skupině C.

Představil se i na Africkém poháru národů 2015 v Rovníkové Guineji, kde se s týmem probojoval do finále proti Ghaně a získal zlatou medaili. Finálové utkání se po výsledku 0:0 rozhodovalo v penaltovém rozstřelu a skončilo poměrem 9:8. Aurier svůj pokus proměnil.

## Úspěchy

### Individuální
- Tým roku Ligue 1 podle UNFP – 2013/14,[8] 2015/16[9]